# Anca Măroiu
Anca Măroiu (nome de batismo: Băcioiu; Craiova, 5 de agosto de 1983) é uma esgrimista romena que conquistou duas medalhas de ouro no Campeonato Mundial e três no Campeonato Europeu, todas por equipes.
Măroiu inicialmente praticou ginástica, mas precisou mudar de esporte devido à sua altura. Então, começou na esgrima sob a orientação de Nicolae Mihăilescu e, mais tarde, de Mircea Alecu. Aos 14 anos, foi selecionada para o Centro Nacional Olímpico de Preparação de Juniores de Espada, no Liceu com Programa Esportivo “Petrache Trișcu” em Craiova, sob a orientação do treinador Dan Podeanu.
Nos Jogos Olímpicos, participou apenas da edição de 2012, onde venceu a ucraniana Olena Kryvytska e a russa Anna Sivkova no torneio individual, mas foi derrotada nas quartas de final pela sul-coreana Shin A-lam. No torneio por equipes, a Romênia foi eliminada na primeira rodada pela Coreia do Sul e terminou em sexto lugar. Após isso, decidiu fazer uma pausa na carreira para passar mais tempo com sua família e se tornou mãe em 2014. Em 2015, retornou ao esporte.

## Palmarès
Campeonato Mundial
| Ano  | Local   | Evento             | Posição | Ref.  |
| ---- | ------- | ------------------ | ------- | ----- |
| 2010 | Paris   | Espada por equipes | 1.ª     | [ 1 ] |
| 2011 | Catânia | Espada por equipes | 1.ª     | [ 1 ] |
| 2011 | Catânia | Espada individual  | 3.ª     | [ 9 ] |

Campeonato Europeu
| Ano  | Local     | Evento             | Posição | Ref.  |
| ---- | --------- | ------------------ | ------- | ----- |
| 2006 | Esmirna   | Espada por equipes | 1.ª     | [ 1 ] |
| 2008 | Quieve    | Espada por equipes | 1.ª     | [ 1 ] |
| 2011 | Sheffield | Espada por equipes | 1.ª     | [ 1 ] |
| 2012 | Legnano   | Espada individual  | 2.ª     | [ 1 ] |
| 2012 | Legnano   | Espada por equipes | 2.ª     | [ 1 ] |
| 2006 | Esmirna   | Espada individual  | 3.ª     | [ 1 ] |